# Football Club København 2007-2008
Questa voce raccoglie le informazioni riguardanti il Football Club København nelle competizioni ufficiali della stagione 2007-2008.

## Maglie e sponsor
Lo sponsor tecnico per la stagione 2007-2008 fu Kappa, mentre lo sponsor ufficiale fu Carlsberg. La divisa casalinga era composta da una divisa completamente bianca con inserti blu. Quella da trasferta era invece totalmente nera, con inserti bianchi.
| Casa | Trasferta |

## Rosa
| N. |                      | Ruolo | Calciatore          |
| -- | -------------------- | ----- | ------------------- |
| 1  | Danimarca (bandiera) | P     | Jesper Christiansen |
| 2  | Rep. Ceca (bandiera) | D     | Zdeněk Pospěch      |
| 3  | Danimarca (bandiera) | D     | Niclas Jensen       |
| 4  | Danimarca (bandiera) | C     | Hjalte Nørregaard   |
| 5  | Danimarca (bandiera) | D     | Ulrik Laursen       |
| 5  | Norvegia (bandiera)  | D     | Brede Hangeland     |
| 6  | Danimarca (bandiera) | D     | Rasmus Würtz        |
| 7  | Brasile (bandiera)   | C     | Aílton              |
| 8  | Danimarca (bandiera) | C     | Michael Silberbauer |
| 9  | Danimarca (bandiera) | A     | Morten Nordstrand   |
| 10 | Danimarca (bandiera) | C     | Jesper Grønkjær     |
| 11 | Svezia (bandiera)    | A     | Marcus Allbäck      |
| 13 | Canada (bandiera)    | C     | Atiba Hutchinson    |

| N. |                      | Ruolo | Calciatore        |
| -- | -------------------- | ----- | ----------------- |
| 14 | Danimarca (bandiera) | D     | Michael Gravgaard |
| 15 | Svezia (bandiera)    | D     | Mikael Antonsson  |
| 17 | Svezia (bandiera)    | D     | Oscar Wendt       |
| 18 | Brasile (bandiera)   | A     | José Júnior       |
| 22 | Danimarca (bandiera) | C     | Morten Bertolt    |
| 23 | Danimarca (bandiera) | C     | William Kvist     |
| 24 | Rep. Ceca (bandiera) | C     | Libor Sionko      |
| 25 | Danimarca (bandiera) | D     | Mathias Jørgensen |
| 26 | Danimarca (bandiera) | D     | Nikolaj Hansen    |
| 27 | Danimarca (bandiera) | C     | Jacob Neestrup    |
| 28 | Danimarca (bandiera) | C     | Mads Laudrup      |
| 29 | Danimarca (bandiera) | A     | Lasse Qvist       |
| 41 | Australia (bandiera) | P     | Nathan Coe        |

## Calciomercato

### Sessione estiva(dal 01/07 al 31/08)
| Arrivi | Arrivi            | Arrivi        | Arrivi     |
| R.     | Nome              | da            | Modalità   |
| ------ | ----------------- | ------------- | ---------- |
| D      | Mikael Antonsson  | Panathīnaïkos | definitivo |
| D      | Rasmus Würtz      | Aalborg       | definitivo |
| C      | Libor Sionko      | Rangers       | definitivo |
| A      | Morten Nordstrand | Nordsjælland  | definitivo |

| Partenze | Partenze         | Partenze    | Partenze   |
| R.       | Nome             | a           | Modalità   |
| -------- | ---------------- | ----------- | ---------- |
| P        | Thomas Villadsen | Emmen       | definitivo |
| D        | Jeppe Brandrup   |             | svincolato |
| D        | Lars Jacobsen    |             | svincolato |
| D        | Dan Thomassen    |             | svincolato |
| C        | Mathias Gravesen | AB          | definitivo |
| C        | Tobias Linderoth | Galatasaray | definitivo |
| A        | Fredrik Berglund | Elfsborg    | definitivo |

### Sessione invernale(dal 01/01 al 31/01)
| Arrivi | Arrivi         | Arrivi       | Arrivi     |
| R.     | Nome           | da           | Modalità   |
| ------ | -------------- | ------------ | ---------- |
| D      | Ulrik Laursen  | Odense       | definitivo |
| D      | Zdeněk Pospěch | Sparta Praga | definitivo |
| A      | José Júnior    | svincolato   |            |

| Partenze | Partenze        | Partenze | Partenze   |
| R.       | Nome            | a        | Modalità   |
| -------- | --------------- | -------- | ---------- |
| D        | Brede Hangeland | Fulham   | definitivo |
| C        | Morten Bertolt  | Viborg   | prestito   |

## Risultati

### Campionato
| Arbitro: | Jensen |

|                     |           |  |
| Nakajima-Farran 90’ | Marcatori |  |

| Arbitro: | Vollquartz |

|              |           |               |
| Nomvethe 48’ | Marcatori | 75’ Hangeland |

| Arbitro: | Svendsen |

|                                    |           |              |
| Hutchinson 44’ Nordstrand 45’, 90’ | Marcatori | 79’ Moumaife |

| Arbitro: | Larsen |

|  |           |                |
|  | Marcatori | 22’ Hutchinson |

| Arbitro: | Christoffersen |

|                                                             |           |                            |
| Nørregaard 17’ Gravgaard 53’ Sionko 57’ Nordstrand 69’, 90’ | Marcatori | 7’ Zimling 74’ Demba-Nyrén |

| Copenaghen 19 agosto 2007, ore 18:00 6ª giornata | Copenaghen | 0 – 0 referto | Midtjylland | Parken (23.557 spett.)\| Arbitro: \| Hermansen \| |
| Arbitro:                                         | Hermansen  |               |             |                                                   |

| Arbitro: | Hermansen |

|             |           |            |
| Allbäck 64’ | Marcatori | 87’ Cagara |

| Aalborg 20 ottobre 2007, ore 17:00 ?ª giornata | Aalborg | 0 – 0 referto | Copenaghen | Aalborg Stadion (11.801 spett.)\| Arbitro: \| Larsen \| |
| Arbitro:                                       | Larsen  |               |            |                                                         |

| Arbitro: | Laursen |

|  |           |                           |
|  | Marcatori | 26’ Hutchinson 39’ Sionko |

| Arbitro: | Svendsen |

|                             |           |                          |
| Thygesen 47’ Kristensen 65’ | Marcatori | 9’ Allbäck 79’ Antonsson |

| Arbitro: | Vejlgaard |

|                         |           |              |
| Rieks 67’ Jørgensen 77’ | Marcatori | 87’ Grønkjær |

| Arbitro: | Hermansen |

|                           |           |                                             |
| Vestergaard 32’ Olsen 37’ | Marcatori | 45’ Nordstrand 56’ José Júnior 87’ Grønkjær |

| Arbitro: | Rasmussen |

|  |           |                           |
|  | Marcatori | 18’ Furuseth 87’ Thygesen |

| Arbitro: | Larsen |

|                |           |              |
| Hutchinson 31’ | Marcatori | 47’ Graulund |

| Arbitro: | Hermansen |

|                          |           |            |
| Gravgaard 6’ Pospěch 90’ | Marcatori | 55’ Thiago |

| Arbitro: | Svendsen |

|              |           |                            |
| Bernburg 49’ | Marcatori | 36’ Hutchinson 80’ Allbäck |

| Arbitro: | Larsen |

|                                                                 |           |  |
| Silberbauer 34’ Hutchinson 58’ Nordstrand 68’ (rig.) Aílton 85’ | Marcatori |  |

| Arbitro: | Laursen |

|                                 |           |  |
| José Júnior 79’ Aílton 86’, 90’ | Marcatori |  |